# Jussara argentatus
Jussara argentatus is een hooiwagen uit de familie Sclerosomatidae.